# Lady of Burlesque
Lady of Burlesque is een Amerikaanse filmkomedie uit 1943 onder regie van William A. Wellman.

## Verhaal
Het nieuwe revuemeisje Dixie Daisy heeft meteen het publiek op haar hand. Haar succes is een doorn in het oog van de diva Lolita La Verne. De zaken worden nog ingewikkelder, wanneer prinses Nirvena haar rentree maakt. Zij was vroeger de ster van de revue en ze had bovendien een affaire met de baas. Wanneer haar beide rivalen worden vermoord, rust de verdenking al spoedig op Dixie Daisy.

## Rolverdeling
| Acteur             | Personage           |
| ------------------ | ------------------- |
| Barbara Stanwyck   | Dixie Daisy         |
| Michael O'Shea     | Biff Brannigan      |
| J. Edward Bromberg | S.B. Foss           |
| Iris Adrian        | Gee Gee Graham      |
| Gloria Dickson     | Dolly Baxter        |
| Victoria Faust     | Lolita La Verne     |
| Stephanie Bachelor | Prinses Nirvena     |
| Charles Dingle     | Inspecteur Harrigan |
| Marion Martin      | Alice Angel         |
| Pete Gordon        | Pat Kelly           |
| Frank Fenton       | Russell Rogers      |
| Pinky Lee          | Mandy               |
| Frank Conroy       | Stacchi             |
| Lew Kelly          | Kluizenaar          |
| Claire Carleton    | Sandra              |